# Isolona
Isolona là chi thực vật có hoa trong họ Annonaceae.